# 아맛 자힛 하미디
아맛 자힛 하미디(말레이어: Ahmad Zahid Hamidi, 1953년 1월 4일 ~ )는 말레이시아의 부총리로 2015년 7월 29일 경질된 무히딘 야신을 대신해 신임 부총리로 지명되었다.

## 논란과 의혹

### LGBT
2018년 10월 23일 말레이 메일 등 현지언론에 따르면 야권연합 국민전선(BN)의 아흐맛 자힛 하미디 의장은 하원에서 말레이시아의 동성애자 증가를 막아야 한다며 이같이 주장했다. 자힛 의장은 인도네시아 술라웨시 섬 팔루 지역에 레즈비언·게이·양성애자·성전환자(LGBT) 등 성 소수자 1,000여 명이 살고 있었다면서 “그 결과 지역 전체가 파괴됐다”고 말했다. 그는 “이것은 알라가 내린 벌”이라면서 “우리는 말레이시아와 LGBT에 반대하는 이들이 알라의 벌을 받지 않도록 해야 한다”고 강조했다.
말레이시아 현지에선 자힛 발언에 대해 희생자와 유족의 고통을 생각하지 않은 무책임한 발언이라는 비판이 나오고 있다. 일각에선 BN 집권기 부정부패 의혹과 관련해 뇌물수수 등 혐의로 기소된 자힛 의장이 국민의 관심을 돌리려고 의도적으로 논란을 일으켰다는 의혹도 제기된다.
동성애자 인권 활동가 팡 키 텍은 AFP 통신과의 인터뷰에서 “(말레이) 정치인들이 어려움에 부닥칠 때마다 LGBT가 비난을 당한다”고 꼬집었다.